# Norman Bailey
Norman Stanley Bailey (ur. 23 marca 1933 w Birmingham, zm. 15 września 2021) – brytyjski śpiewak operowy, baryton.

## Życiorys
Wychowywał się w Południowej Afryce, gdzie uczył się śpiewu w Grahamstown i Johannesburgu. Uzyskał stopień Bachelor of Arts na Rhodes University, następnie studiował w Konserwatorium Wiedeńskim, gdzie jego nauczycielami byli Julius Patzak, Adolf Vogel i Josef Witt. Zadebiutował w 1959 roku w Wiedniu rolą w Wekslu małżeńskim Gioacchino Rossiniego. W kolejnych latach występował w operach w Linzu (1960–1963), Wuppertalu (1963–1964), Düsseldorfie (1964–1967) oraz w Sadler’s Wells Opera w Londynie (1967–1971). W 1969 roku debiutował na deskach londyńskiego Covent Garden Theatre, w tym samym roku jako Hans Sachs w Śpiewakach norymberskich wystąpił na festiwalu w Bayreuth. W 1976 roku rolą Hansa Sachsa debiutował także w nowojorskiej Metropolitan Opera, gdzie w następnym roku śpiewał również partię Amfortasa w Parsifalu. W 1985 roku w Duisburgu wziął udział w prapremierowym przedstawieniu opery Alexandra Goehra Behold the Sun.
Zasłynął jako interpretator ról w operach Richarda Wagnera, kreował też role Amonastra w Aidzie, Luny w Trubadurze i Jagona w Otellu. Komandor Orderu Imperium Brytyjskiego (1977). Od 1985 roku był żonaty ze śpiewaczką Kristine Ciesinski.